# Pijlstaartgierzwaluw
De pijlstaartgierzwaluw of kaffergierzwaluw (Apus caffer) is een vogel uit de familie van de gierzwaluwen (Apodidae). 

## Verspreiding en leefgebied
Deze soort komt voor op het zuidelijk Iberisch Schiereiland, centraal Marokko en Afrika bezuiden de Sahara.